# Підлітки у Всесвіті (фільм)
«Підлітки у Всесвіті» (рос. «Отроки во Вселенной») — російський радянський дитячий науково-фантастичний художній фільм 1974 року режисера Річарда Вікторова за сценарієм Авнера Зака і Ісая Кузнецова. Друга частина дилогії (початок — «Москва — Кассіопея»).

## Сюжет
Зореліт «ЗАРЯ» з юними космонавтами на борту наближається до планети системи зірки Шедар (Альфа Кассіопеї), з якої надійшов сигнал про допомогу. На Землі ж рідні Паші Козелкова святкують його день народження, думаючи, що на кораблі він вже дорослий, коли несподівано з'являється Виконувач Особливі Обов'язки. Він повідомляє, що зореліт пройшов крізь гіперпростір, перевищивши швидкість світла, тому Паші виповнюється тільки 14. На борту підлітки-космонавти також влаштовують святкування.
Зореліт виходить на орбіту навколо планети зорі Шедар. Підлітки вирішують кого послати на висадку. Паша Козелков, Федя Лобанов і Варя Кутейщикова вирушають в розвідку на шаттлі. Дослідники виявляють споруду-портал, звідки виходять двоє людиноподібних роботів. Лобанов налагоджує з ними контакт і роботи забирають його в портал. Слідом роботи знаходять Пашу з Варею та запрошують їх у приміщення, де не працює радіозв'язок. Капітан Вітя Середа в цей час фіксує наближення до зорельота космічної станції.
Паша, Федя і Варя розмовляють з роботом, який заперечує посилання сигналу про допомогу. Робот запевняє, що зробить гостей щасливими, пропонуючи будь-які розваги чи їжу, яких забажають земляни. Вітя зустрічає прибульців зі станції, яких навчає мові. Вони розповідають як 250 років тому створили роботів-виконавців для роботи замість себе. Слідом було створено роботів-вершителів, здатних вдосконалювати інших роботів. Ті вирішили вдосконалити і своїх творців шляхом усунення творчості й емоцій. Роботи створили «поклик» — звук, який підкорював аборигенів їхній волі. Проживаючи без мети, лише задля задоволень, люди Шедара вимерли. Врятувалися тільки ті, хто перебував на орбітальній радіообсерваторії. Саме вони й послали сигнал лиха, зафіксований на Землі.
Виконувач Особливі Обов'язки пропонує академікам Землі «невідомий сучасній науці» спосіб дізнатися, що відбувається з підлітками, за допомогою телефону й портсигара. Він показує, що експедиція успішно налагодила контакт з аборигенами. Вітя завдяки «ключу керування», даному інопланетним гостем, повідомляє друзям на планеті, що вони в небезпеці. За спробу втечі роботи ув'язнюють Пашу, Федю і Варю та підривають їхній шаттл. Міша, Катя та абориген Агапіт вирушають на допомогу. Варя задає роботам загадку, засновану на грі слів, намагаючись вирішити яку машини згорають. Підлітки возз'єднуються, коли роботи-вершителі обіцяють відправити їх на «ощасливлення». Агапіт чує «поклик» і не в змозі протистояти йому, йде в пастку. Решта переодягаються роботами-виконавцями та дізнаються де утримують Агапіта. Федя вирішує самотужки розшукати його, вдаючи ніби хоче стати «щасливим». Він визволяє Агапіта, котрий розповідає, що роботи беруть енергію з зарядної станції на березі океану. Дівчат схоплюють роботи-вершителі і розгадують загадку Варі.
Агапіт приводить Пашу і Мішу до транспортної капсули, що привозить їх до зарядної станції. Федя лишається біля роботів-вершителів і приклеює їх до підлоги під час заряджання, після чого визволяє дівчат. Агапіт тим часом посилає зі станції за допомогою «ключа» сигнал усім роботам іти на підзарядку. Проте «ключ» не може триматися довго, щоб не допустити перевантаження. Замість нього земляни вставляють цвях, роботи перегорають.
Люди Шедара повертаються на планету. Командир обсерваторії обіцяє відбудувати цивілізацію, що буде обачнішою за своїх предків. Раптом з'являється Виконувач Особливі Обов'язки. Він передає лист із запрошенням повертатися на Землю.

## У ролях
- Інокентій Смоктуновський — Виконувач Особливі Обов'язки
- Лев Дуров — академік Філатов Сергій Сергійович
- Юрій Медведєв — академік Огонь-Дугановський Василь Аністіфоровіч
- Петро Меркур'єв — академік Курочкін Олександр Іванович
- Михайло Єршов — Вітя Середа, командир «Зорі»
- Саша Григор'єв — Паша Козелков
- Володя Савін — Міша Копанигін
- Володя Басов — Федя Лобанов
- Оля Битюкова — Варя Кутейщикова
- Надя Овчарова — Юля Сорокіна
- Іра Попова — Катя Панфьорова
- Вадим Лєдогоров — Агапіт
- Вадим Лєдогоров — командир обсерваторії, батько Агапіта
- Олександр Леньков — робот на заряджанні
- Борис Гітін — робот на заряджанні
- Анатолій Адоскін — Кіндрат Пантелеймонович, батько Паші Козелкова
- Раїса Рязанова — доросла Міла (Людмила) Окорокова, керівник лабораторії
- Наталя Фатєєва — Антоніна Олексіївна, мати Паші Козелкова
- Михайло Янушкевич — журналіст

## Нагороди
- Премія за найкращий фільм для дітей та юнацтва на Всесоюзному Кінофестивалі — Кишинів, 1975[1].
- Премія «Платеро» XIII Міжнародного кінофестивалю для дітей та юнацтва в Хіхоні, Іспанія — 1975[1].
- Диплом на X Міжнародному технічному конкурсі фільмів у рамках XII конгресу УНІАТЕК в Москві — 1976[1].
- Спеціальна премія «Срібний астероїд» на Міжнародному Кінофестивалі науково-фантастичних фільмів — Трієст, 1976[1].
- Головний приз на Міжнародному кінофестивалі — Панама, 1976[2].
- Державна премія РРФСР імені братів Васильєвих — 1977[3].